# 不牢河
不牢河也作不老河，位于中国江苏省北部，北起徐州市铜山区柳新镇的蔺家坝枢纽，上接京杭大运河南四湖下级湖西段（东段为韩庄运河），东南流经徐州市区北部和邳州市西北部地区，最后于邳城镇大王庙村汇入中运河。全长72公里，流域面积1343平方公里。途纳顺堤河、苏北堤河和徐沛河等支流。在徐州市东北郊，不牢河右岸坐落着中国内河最大煤港——万寨港。